# Olympische Sommerspiele 2008/Teilnehmer (Kanada)
| Gelbes Symbol für Goldmedaillen mit stilisierten Olympischen Ringen | Graues Symbol für Silbermedaillen mit stilisierten Olympischen Ringen | Braundes Symbol für Bronzemedaillen mit stilisierten Olympischen Ringen |
| ------------------------------------------------------------------- | --------------------------------------------------------------------- | ----------------------------------------------------------------------- |
| 3                                                                   | 9                                                                     | 7                                                                       |

Kanada nahm 2008 in Peking zum 24. Mal an Olympischen Sommerspielen teil. Das Canadian Olympic Committee (Comité olympique canadien) benannte 332 Athleten. Fahnenträger während der Eröffnungsfeier war der Kanute Adam van Koeverden.

## Teilnehmer nach Sportarten

### Badminton
Frauen:
- Valerie Loker (Mixed)
- Anna Rice (Einzel)

Männer:
- Mike Beres (Mixed)
- Andrew Dabeka (Einzel)

### Baseball
| - James Avery - Chris Begg - Tim Burton - Stubby Clapp - Rhéal Cormier - David Corrente - David Davidson - Emerson Frostad | - Emmanuel Garcia - Steve Green - Mike Johnson - Brett Lawrie - Jonathan Lockwood - Brooks McNiven - Ryan Radmanovich - Chris Reitsma | - Chris Robinson - Matt Rogelstad - Michael Saunders - Adam Stern - Scott Thorman - Jimmy VanOstrand - Nick Weglarz |

### Bogenschießen
Frauen:
- Marie-Pier Beaudet (Einzel)

Männer:
- John David Burnes (Einzel, Mannschaft)
- Crispin Duenas (Einzel, Mannschaft)
- Jay Lyon (Einzel, Mannschaft)

### Boxen
- Adam Trupish (Weltergewicht)

### Fechten
Frauen:
- Julie Cloutier (Säbel Einzel, Säbel Mannschaft)
- Jujie Luan (Florett Einzel)
- Olga Ovtchinnikova (Säbel Einzel, Säbel Mannschaft)
- Sandra Sassine (Säbel Einzel, Säbel Mannschaft)
- Sherraine Schalm (Degen Einzel)

Männer:
- Philippe Beaudry (Säbel Einzel)
- Josh McGuire (Florett Einzel)
- Igor Tichomirow (Degen Einzel)

### Fußball
Frauen:
| - Tor 1 Karina LeBlanc 18 Erin McLeod - Abwehr 3 Emily Zurrer 5 Robyn Gayle 9 Candace Chapman 10 Martina Franko 11 Randee Hermus | - Mittelfeld 4 Clare Rustad 6 Sophie Schmidt 7 Rhian Wilkinson 8 Diana Matheson 13 Amy Walsh 17 Brittany Timko | - Sturm 2 Jodi-Ann Robinson 12 Christine Sinclair 14 Melissa Tancredi 15 Kara Lang 16 Jonelle Filigno - Trainer Even Pellerud |

- Ergebnisse

Vorrunde
 Argentinien: 2:1
 Volksrepublik China: 1:1
 Schweden: 1:2
Viertelfinale
 Vereinigte Staaten: 1:2 n. V.

### Gewichtheben
Frauen:
- Marilou Dozois-Prevost (bis 48 kg)
- Christine Girard (bis 63 kg)
- Jeane Lassen (bis 75 kg)

Männer:
- Francis Luna-Grenier (bis 69 kg)
- Jasvir Singh (bis 62 kg)

### Hockey
Herren:
| - David Carter (Reserve) - Ranjeev Deol - Wayne Fernandes - Connor Grimes - Ravi Kahlon - Mike Mahood - Mark Pearson - Ken Pereira - Scott Sandison | - Marian Schole - Peter Short - Rob Short - Sukhwinder Singh - Bindi Singh Kullar - Scott Tupper - Paul Wettlaufer - Anthony Wright - Philip Wright (Reserve) |

### Judo
Frauen:
- Marylise Levesque (bis 78 kg)

Männer:
- Frazer Will (bis 60 kg)
- Sasha Mehmedovic (bis 66 kg)
- Keith Morgan (bis 100 kg)
- Nicholas Tritton (bis 73 kg)

### Kanu
Frauen:
- Mylanie Barré (Zweier-Kajak)
- Geneviève Beauchesne-Sévigny (Vierer-Kajak)
- Sarah Boudens (Einer-Kajak Kanuslalom)
- Émilie Fournel (Vierer-Kajak)
- Karen Furneaux (Einer-Kajak, Vierer-Kajak)
- Kristin Gauthier (Zweier-Kajak, Vierer-Kajak)

Männer:
| - Gabriel Beauchesne-Sévigny (Zweier-Kanadier) - James Cartwright (Einer-Kanadier Kanuslalom) - Ryan Cuthbert (Zweier-Kajak) - Richard Dessureault-Dober (Zweier-Kajak) - David Ford (Einer-Kajak Kanuslalom) - Thomas Hall (Einer-Kanadier) (Bronze ) - Rhys Hill (Vierer-Kajak) - Steve Jorens (Zweier-Kajak) | - Angus Mortimer (Vierer-Kajak) - Mark Oldershaw (Einer-Kanadier) - Christopher Pellini (Vierer-Kajak) - Brady Reardon (Vierer-Kajak) - Andrew Russell (Zweier-Kanadier) - Adam van Koeverden (Einer-Kajak) (Silber ) - Andrew Willows (Zweier-Kajak) |

### Leichtathletik
Frauen:
| - Ruky Abdulai (Weitsprung) - Tabia Charles (Weitsprung) - Nicole Forrester (Hochsprung) - Sultana Frizell (Hammerwerfen) - Kelsie Hendry (Stabhochsprung) - Priscilla Lopes-Schliep (100 m Hürden – Bronze ) | - Megan Metcalfe (5000 m) - Carline Muir (400 m) - Adrienne Power (200 m) - Angela Whyte (100 m Hürden) - Jessica Zelinka (Siebenkampf) |

Männer:
| - Richard Adu-Bobie (4 × 100 m) - Dylan Armstrong (Kugelstoßen) - Brian Barnett (200 m, 4 × 100 m) - Tim Berrett (50 km Gehen) - Massimo Bertocchi (Zehnkampf) - Nathan Brannen (1500 m) - Pierre Browne (4 × 100 m) - Anson Henry (100 m, 4 × 100 m) - Tyler Christopher (400 m) - Jared Connaughton (200 m, 4 × 100 m) | - Michael Mason (Hochsprung) - Taylor Milne (1500 m) - Hank Palmer (4 × 100 m) - Emanuel Parris (4 × 100 m) - Gary Reed (800 m) - Scott Russell (Speerwerfen) - James Steacy (Hammerwerfen) - Kevin Sullivan (1500 m) - Achraf Tadili (800 m) |

### Moderner Fünfkampf
Frauen:
- Kara Grant
- Monica Pinette

Männer:
- Josh Riker-Fox

### Radsport
Frauen:
- Samantha Cools (BMX)
- Gina Grain (Punktefahren)
- Leigh Hobson (Straßenrennen)
- Catharine Pendrel (Mountainbike)
- Marie-Hélène Prémont (Mountainbike)
- Erinne Willock (Straßenrennen)
- Alex Wrubleski (Straßenrennen)

Männer:
- Michael Barry (Straßenrennen)
- Zach Bell (Madison, Punktefahren)
- Scott Erwood (BMX)
- Martin Gilbert (Punktefahren)
- Ryder Hesjedal (Straßenrennen, Zeitfahren)
- Geoff Kabush (Mountainbike)
- Seamus McGrath (Mountainbike)
- Svein Tuft (Straßenrennen, Zeitfahren)

### Reiten
Dressur:
- Jacqueline Brooks
- Ashley Holzer
- Leslie Reid

Springreiten:
- Mac Cone (Mannschaft – Silber )
- Jill Henselwood (Mannschaft – Silber )
- Eric Lamaze (Mannschaft – Silber ) (Einzel – Gold )
- Ian Millar (Mannschaft – Silber )

Vielseitigkeit:
- Kyle Carter
- Sandra Donnelly
- Selena O’Hanlon
- Samantha Taylor
- Michael Winter

### Rhythmische Sportgymnastik
- Alexandra Orlando

### Ringen
Frauen:
- Ohenewa Akuffo (Freistil, bis 72 kg)
- Martine Dugrenier (Freistil, bis 63 kg)
- Carol Huynh (Freistil, bis 48 kg – Gold )
- Tonya Verbeek (Freistil, bis 55 kg)

Männer:
- Saeed Azerbayjani (Freistil, bis 60 kg)
- Travis Cross (Freistil, bis 84 kg)
- Haislan Garcia (Freistil, bis 66 kg)
- Matt Gentry (Freistil, bis 74 kg)
- Ari Taub (Greco, bis 120 kg)
- David Zilberman (Freistil, bis 96 kg)

### Rudern
Frauen:
| - Ashley Bonikowsky (Achter) - Sarah Bonikowsky (Achter) - Ashley Brzozowicz (Achter) - Tracy Cameron (L. Doppelzweier – Bronze ) - Krista Guloien (Doppelvierer) - Janine Hanson (Doppelvierer) - Zoe Hoskins (Zweier ohne) - Rachelle de Jong (Doppelvierer) - Melanie Kok (L. Doppelzweier – Bronze ) | - Sabrina Kolker (Zweier ohne) - Heather Mandoli (Achter) - Darcy Marquardt (Achter) - Andréanne Morin (Achter) - Jane Rumball (Achter) - Lesley Thompson-Willie (Achter) - Buffy-Lynne Williams (Achter) - Anna-Marie de Zwager (Doppelvierer) |

Männer:
| - Jon Beare (Leichter Vierer – Bronze ) - Iain Brambell (Leichter Vierer – Bronze ) - Andrew Byrnes (Achter – Gold ) - David Calder (Zweier ohne) - Scott Frandsen (Zweier ohne) - Kyle Hamilton (Achter – Gold ) - Malcolm Howard (Achter – Gold ) - Adam Kreek (Achter – Gold ) - Mike Lewis (Leichter Vierer – Bronze ) | - Kevin Light (Achter – Gold ) - Liam Parsons (Leichter Vierer – Bronze ) - Brian Price (Achter – Gold ) - Ben Rutledge (Achter – Gold ) - Dominic Seiterle (Achter – Gold ) - Cameron Sylvester (L. Doppelzweier) - Douglas Vandor (L. Doppelzweier) - Jake Wetzel (Achter – Gold ) |

### Schießen
Frauen:
- Avianna Chao
- Susan Nattrass

Männer:
- Johannes Sauer
- Giuseppe Di Salvatore

### Schwimmen
Frauen:
- Jennifer Beckberger (Ersatz 4 × 100 m Freistil)
- Stephanie Horner (400 m Freistil, 4 × 200 m Freistil)
- Tanya Hunks (800 m Freistil, 400 m Lagen)
- Savannah King (400 m Freistil)
- Alexa Komarnycky (400 m Lagen)
- Audrey Lacroix (100 und 200 m Schmetterling, 4 × 100 m Freistil, 4 × 100 m Lagen)
- Erica Morningstar (100 m Freistil, 200 m Lagen, 4 × 100 und 4 × 200 m Freistil, 4 × 100 m Lagen)
- Kevyn Peterson (Ersatz 4 × 200 m Freistil)
- Annamay Pierse (100 und 200 m Brust, 4 × 100 m Lagen)
- Victoria Poon (50 m Freistil, 4 × 100 m Freistil)
- Geneviève Saumur (200 m Freistil, 4 × 200 m Freistil)
- Lindsay Seemann (200 m Rücken)
- Jillian Tyler (100 m Brust)
- Julia Wilkinson (200 m Freistil, 100 m Rücken, 200 m Lagen, 4 × 100 und 4 × 200 m Freistil, 4 × 100 m Lagen)

Männer:
- Joe Bartoch (100 m Schmetterling, 4 × 100 m Lagen)
- Keith Beavers (200 m Rücken, 400 m Lagen)
- Mathieu Bois (100 m Brust, 200 m Brust)
- Mike Brown (100 m Brust, 200 m Brust, 4 × 100 m Lagen)
- Ryan Cochrane (400 m Freistil, 1500 m Freistil – Bronze )
- Joel Greenshields (100 m Freistil, 4 × 100 m Freistil)
- Brent Hayden (100 und 200 m Freistil, 4 × 100 und 4 × 200 m Freistil, 4 × 100 m Lagen)
- Richard Hortness (50 m Freistil, Ersatz 4 × 100 m Freistil)
- Andrew Hurd (4 × 200 m Freistil)
- Brian Johns (200 und 400 m Lagen, Ersatz 4 × 200 m Freistil)
- Tobias Oriwol (200 m Rücken)
- Colin Russell (200 m Freistil, 4 × 100 und 4 × 200 m Freistil)
- Rick Say (4 × 100 m Freistil)
- Adam Sioui (100 und 200 m Schmetterling, 4 × 200 m Freistil)
- Jake Tapp (100 m Rücken, 4 × 100 m Lagen)

### Segeln
Frauen:
- Katie Abbott (Yngling)
- Nikola Girke (Windsurfen)
- Martha Henderson (Yngling)
- Jennifer Provan (Yngling)
- Lisa Ross (Laser Radial)

Männer:
- Oliver Bone (470er)
- Chris Cook (Finn-Dinghy)
- Gordon Cook (49er)
- Oskar Johansson (Tornado)
- Mike Leigh (Laser)
- Stèphane Locas (470er)
- Zac Plavsic (Windsurfen)
- Ben Remocker (49er)
- Kevin Stittle (Tornado)

### Softball
| - Alison Bradley - Erin Cumpstone - Danielle Lawrie - Sheena Lawrick - Caitlin Lever - Robin Mackin - Noémie Marin - Melanie Matthews | - Erin McLean - Dione Meier - Kaleigh Rafter - Lauren Regula - Jennifer Salling - Megan Timpf - Jennifer Yee |

### Synchronschwimmen
- Marie-Pierre Boudreau-Gagnon (Duett, Team)
- Jessika Dubuc (Team)
- Marie-Pierre Gagné (Team)
- Dominika Kopcik (Team)
- Ève Lamoureux (Team)
- Tracy Little (Team)
- Elise Marcotte (Team)
- Isabelle Rampling (Duett, Team)
- Jennifer Song (Team)

### Taekwondo
Frauen:
- Ivett Gonda (bis 49 kg)
- Karine Sergerie (bis 67 kg) (Silber )

Männer:
- Sébastien Michaud (bis 80 kg)

### Tennis
Männer:
- Frank Dancevic (Einzel, Doppel)
- Frédéric Niemeyer (Einzel, Doppel)

### Tischtennis
Frauen:
- Judy Long (Einzel)
- Mo Zhang (Einzel)

Männer:
- Peter-Paul Pradeeban (Einzel)
- Wilson Zhang (Einzel)

### Trampolinturnen
Frauen:
- Karen Cockburn (Silber )
- Rosannagh MacLennan

Männer:
- Jason Burnett (Silber )

### Triathlon
Frauen:
- Lauren Groves
- Carolyn Murray
- Kathy Tremblay

Männer:
- Colin Jenkins
- Paul Tichelaar
- Simon Whitfield (Silber )

### Turnen
Frauen:
- Nansy Damianova
- Elyse Hopfner-Hibbs

Männer:
- Nathan Gafuik
- Grant Golding
- David Kikuchi
- Brandon O’Neill
- Kyle Shewfelt
- Adam Wong

### Wasserball
Männer:
| - Justin Boyd - Devon Diggle - Aaron Feltham - Kevin Graham - Brandon Jung - Constantine Kudaba - Thomas Marks | - Nathaniel Miller - Kevin Mitchell - Sasa Palamarevic - Robin Randall - Jonathan Ruse (Ersatz) - Jean Sayegh - Nic Youngblud |

### Wasserspringen
Frauen:
- Jennifer Abel (3-Meter-Kunstspringen)
- Meaghan Benfeito (10-Meter-Synchronspringen)
- Roseline Filion (10-Meter-Synchronspringen)
- Blythe Hartley (3-Meter-Kunstspringen)
- Émilie Heymans (10-Meter-Turmspringen) (Silber )
- Marie-Ève Marleau (10-Meter-Turmspringen)

Männer:
- Alexandre Despatie (3-Meter-Kunstspringen – Silber , 3-Meter-Synchronspringen)
- Riley McCormick (10-Meter-Turmspringen)
- Arturo Miranda (3-Meter-Synchronspringen)
- Reuben Ross (3-Meter-Kunstspringen, 10-Meter-Turmspringen)